# کلاس پیتر
کلاس پیتر (زاده ۱۹۴۷ در تیملکام ، اتریش ) یک کاریکاتوریست و تصویرگر اتریشی است .

## حرفه
کلاوس پیتر فرزند مدیر مدرسه محلی تیملکام متولد شد بعد ها در رشته گرافیک در مقطع کارشناسی ارشد تحصیل کرد و به شهر وین نقل مکان کرد
او همچنین مجله کودکان را در اتریش راه اندازی کرد و بعد ها کتاب های درسی و غیر داستانی متعدی را تصویر سازی کرد 
کلاس مجله تلویزیونی و مجله طنز کودکان کارتون فابریک را راه اندازی کرد.